# Pedro Pascal
José Pedro Balmaceda Pascal (sinh ngày 2 tháng 4 năm 1975, nghệ danh: Pedro Pascal) là nam diễn viên người Mỹ gốc Chile. Trong sự nghiệp của mình, anh đã từng tham gia nhiều phim với các vai phụ, năm 2014, anh nổi tiếng với vai Oberyn Martell trong mùa thứ tư của sê-ri truyền hình Game of Thrones của đài HBO. Sau đó anh tham gia phim Narcos của Netflix với vai Javier Peña. Các phim điện ảnh khác mà anh đã tham gia có thể kể đến như: The Great Wall (2016), Kingsman: The Golden Circle (2017), The Equalizer 2 (2018) và Triple Frontier (2019).
Các vai Din Djarin trong The Mandalorian (2019–nay, Disney+) và Joel Miller trong The Last of Us (2023–nay, HBO) tiếp tục giúp cho nam diễn viên nổi tiếng toàn cầu. Vai Joel Miller mang về cho anh nhiều giải thưởng, bao gồm một giải Nghiệp đoàn diễn viên màn ảnh và một đề cử giải Quả cầu vàng. Ngoài ra anh cũng góp mặt trong các phim We Can Be Heroes (2020), Strange Way of Life (2023), The Wild Robot (2024). Các phim kinh phí lớn mà anh tham gia là Wonder Woman 1984 (2020) và Gladiator II (2024).
Ở lĩnh vực sân khấu, anh tham gia từ năm 1999, vở kịch Broadway đầu tiên mà anh tham gia là King Lear năm 2019, vai Edmund. Năm 2023, tờ Time liệt kê anh trong danh sách 100 người có tầm ảnh hưởng nhất thế giới.

## Tiểu sử
José Pedro Balmaceda Pascal sinh ngày 2 tháng 4 năm 1975 tại thành phố Santiago, Chile. Cha mẹ anh là Verónica Pascal Ureta, một bác sĩ tâm lý học trẻ em, và José Balmaceda Riera, làm nghề bác sĩ phụ sản. Bà nội anh sinh ra ở Palma de Mallorca, Tây Ban Nha. Anh có một chị gái tên Javiera, một em trai tên Nicolás và một em gái là nữ diễn viên chuyển giới Lux Pascal.
Khi anh được chín tháng tuổi thì cả gia đình đi tị nạn chính trị ở đại sứ quán Venezuela tại Santiago và sau đó sang Đan Mạch. Cuối cùng, gia đình tới Mỹ và sống ở thành phố San Antonio, Texas, năm anh 11 tuổi, cả nhà chuyển tới quận Cam, California. Năm 1995, cha mẹ anh quay lại Chile để nuôi hai em.
Anh từng theo học diễn xuất tại trường Nghệ thuật quận Cam, tốt nghiệp năm 1993, sau đó học trường Nghệ thuật Tisch của Đại học New York, tốt nghiệp năm 1997. Sau khi mẹ mất, nam diễn viên dùng tên họ Pascal làm nghệ danh để tưởng nhớ bà.

## Đời tư
Pascal thành thạo tiếng Anh và tiếng Tây Ban Nha. Anh là bạn thân với nữ diễn viên Sarah Paulson kể từ khi chuyển tới New York năm 1993.
Nam diễn viên ủng hộ em gái Lux Pascal sau khi cô công khai chuyển giới, cũng như quyền LGBT nói chung.

## Danh sách phim

### Điện ảnh
| Năm  | Tên                                     | Vai                          | Ct         |
| ---- | --------------------------------------- | ---------------------------- | ---------- |
| 2005 | Hermanas                                | Steve                        |            |
| 2008 | I Am That Girl                          | Noah                         |            |
| 2011 | Bản đồ định mệnh                        | Paul De Santo                |            |
| 2011 | Sweet Little Lies                       | Paulino                      |            |
| 2015 | Bloodsucking Bastards                   | Max                          |            |
| 2015 | Sweets                                  | Twin Peter                   |            |
| 2016 | Tử chiến Trường Thành                   | Pero Tovar                   |            |
| 2017 | Kingsman: Tổ chức Hoàng Kim             | Jack Daniels/Đặc vụ Whiskey  |            |
| 2018 | Prospect                                | Ezra                         |            |
| 2018 | The Equalizer 2                         | Dave York                    |            |
| 2018 | If Beale Street Could Talk              | Pietro Alvarez               |            |
| 2019 | Triple Frontier                         | Franscisco "Catfish" Morales |            |
| 2020 | Wonder Woman 1984: Nữ thần chiến binh   | Maxwell Lord                 |            |
| 2021 | We Can Be Heroes                        | Marcus Moreno                | Hậu kỳ     |
| 2021 | The Unbearable Weight of Massive Talent | Javi                         | Đang quay  |
| 2024 | Robot hoang dã                          | Fink                         | Lồng tiếng |
| 2024 | Võ sĩ giác đấu II                       | Tướng quân Acacius           |            |
| 2025 | Bộ tứ siêu đẳng Raterialists            | Reed Richards Harry          |            |

### Truyền hình
| Năm  | Tên                     | Vai  | Ghi chú |
| ---- | ----------------------- | ---- | ------- |
| 2023 | Những người còn sót lại | Joel |         |